# The Six-Sided Triangle
Pour plus de détails, voir Fiche technique et Distribution.
The Six-Sided Triangle est un film britannique réalisé par Christopher Miles et sorti en 1963. Il a été nommé pour un Oscar. C'est un des tous premiers films britanniques produit en dehors du circuit traditionnel en Grande Bretagne.

## Synopsis
C'est une parodie d'un thème classique au cinéma, le triangle amoureux, qui montre dans six pays différents la scène du mari qui rentre à la maison et trouve sa femme dans les bras de son amant.

## Fiche technique
- Réalisation : Christopher Miles
- Scénario : Christophe Miles

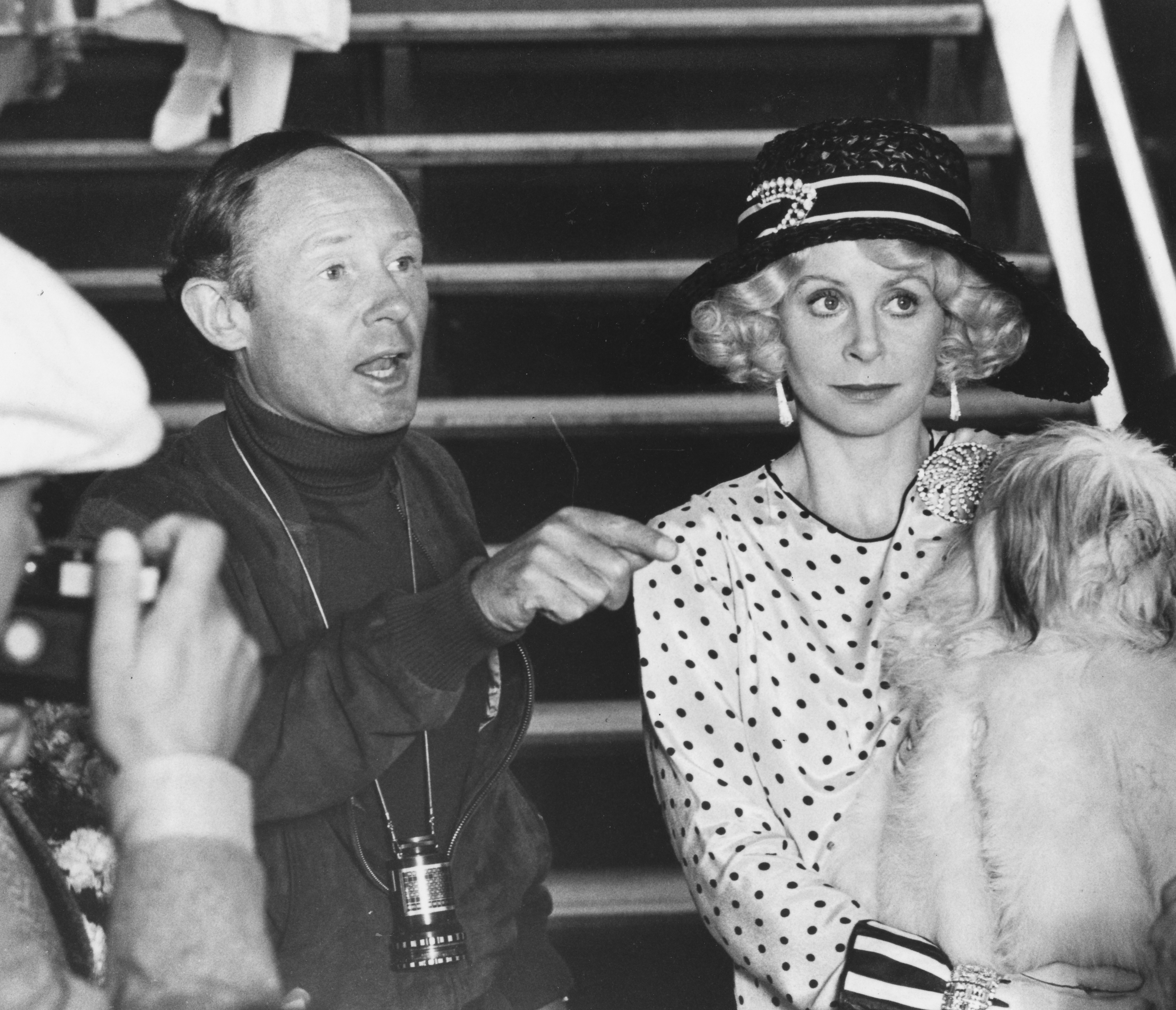
Christopher Miles dirige sa sœur Sara Miles (photo de 1980).

- Producteurs : Christopher Miles, Sara Bennett
- Photographie : David Watkin
- Montage : Peter Musgrave
- Musique : Michael Dress
- Durée : 29 minutes
- Date de sortie : 1963

## Distribution
- Sarah Miles : la femme
- Nicol Williamson : l'amant
- Bill Meilen : le mari

## Réception
Barry Norman du Daily Mail écrit : « The Six-Sided Triangle is an excellent little production, a wicked satire, not only on national attitudes to the eternal triangle, but also on the way the subject is treated by the film industries of six different countries ». Il n'y a pas de demande pour les films de court métrage au cinéma actuellement d'après le British Lion, ce qui est désolant.
William Hall du London Evening News écrit « An unknown British film may win Oscar ».

## Distinctions
- 1964 : Nommé pour l'Oscar du meilleur court-métrage de fiction[5].